# Tomás Hervás
Tomás Alberto Hervás Girón (Ponferrada, 25 novembre 1970) è un allenatore di calcio ed ex calciatore spagnolo, di ruolo centrocampista.

## Palmarès

### Giocatore

#### Competizioni internazionali
- Coppa Intertoto UEFA: 1

Celta Vigo: 2000